# Zdeněk Chocholatý (1953)
Zdeněk Chocholatý (* 14. dubna 1953 Brno) je bývalý český hokejový útočník. Je synem ligového hokejisty Zdeňka Chocholatého (1929–2010). Žije v brněnských Židenicích.

## Hokejová kariéra
V československé lize hrál za TJ ZKL/Zetor Brno. Odehrál 4 ligové sezóny, nastoupil ve 104 ligových utkáních, dal 16 ligových gólů a měl 13 asistencí. V nižších soutěžích hrál za Duklu Trenčín, TJ ŽĎAS Žďár nad Sázavou a TJ Baník ČSA Karviná.

## Klubové statistiky
| Sezona    | Klub                     | Soutěž  | Základní část | Základní část | Základní část | Základní část | Základní část |
| Sezona    | Klub                     | Soutěž  | Z             | G             | A             | B             | TM            |
| --------- | ------------------------ | ------- | ------------- | ------------- | ------------- | ------------- | ------------- |
| 1972/1973 | Dukla Trenčín            | 2. liga | 36            | 13            | -             | -             | -             |
| 1973/1974 | Dukla Trenčín            | 2. liga | 40            | 21            | 19            | 40            | 25            |
| 1974/1975 | TJ ZKL Brno              | 1. liga | 37            | 8             | 4             | 12            | -             |
| 1975/1976 | TJ ZKL Brno              | 1. liga | 30            | 3             | 5             | 8             | -             |
| 1976/1977 | TJ Zetor Brno            | 1. liga | 35            | 5             | 4             | 9             | -             |
| 1977/1978 | TJ Zetor Brno            | 1. liga | 2             | 0             | 0             | 0             | 2             |
| 1978/1979 | TJ Baník ČSA Karviná     | 3. liga | -             | 15            | -             | -             | -             |
| 1979/1980 | TJ Baník ČSA Karviná     | 2. liga | -             | 18            | -             | -             | -             |
| 1980/1981 | TJ ŽĎAS Žďár nad Sázavou | 2. liga | -             | 12            | -             | -             | -             |
| 1981/1982 | TJ ŽĎAS Žďár nad Sázavou | 2. liga | -             | 11            | -             | -             | -             |
| 1982/1983 | TJ ŽĎAS Žďár nad Sázavou | 2. liga | -             | 7             | -             | -             | -             |